# Blaukopfkolibri
Der Blaukopfkolibri oder Zweifarbenkolibri  (Riccordia bicolor; Syn. Cyanophaia bicolor) ist eine Vogelart aus der Familie der Kolibris (Trochilidae). Das Verbreitungsgebiet der Art umfasst die Inseln Martinique und Dominica. Der Bestand wird von der IUCN als nicht gefährdet (Least Concern) eingeschätzt.

## Merkmale

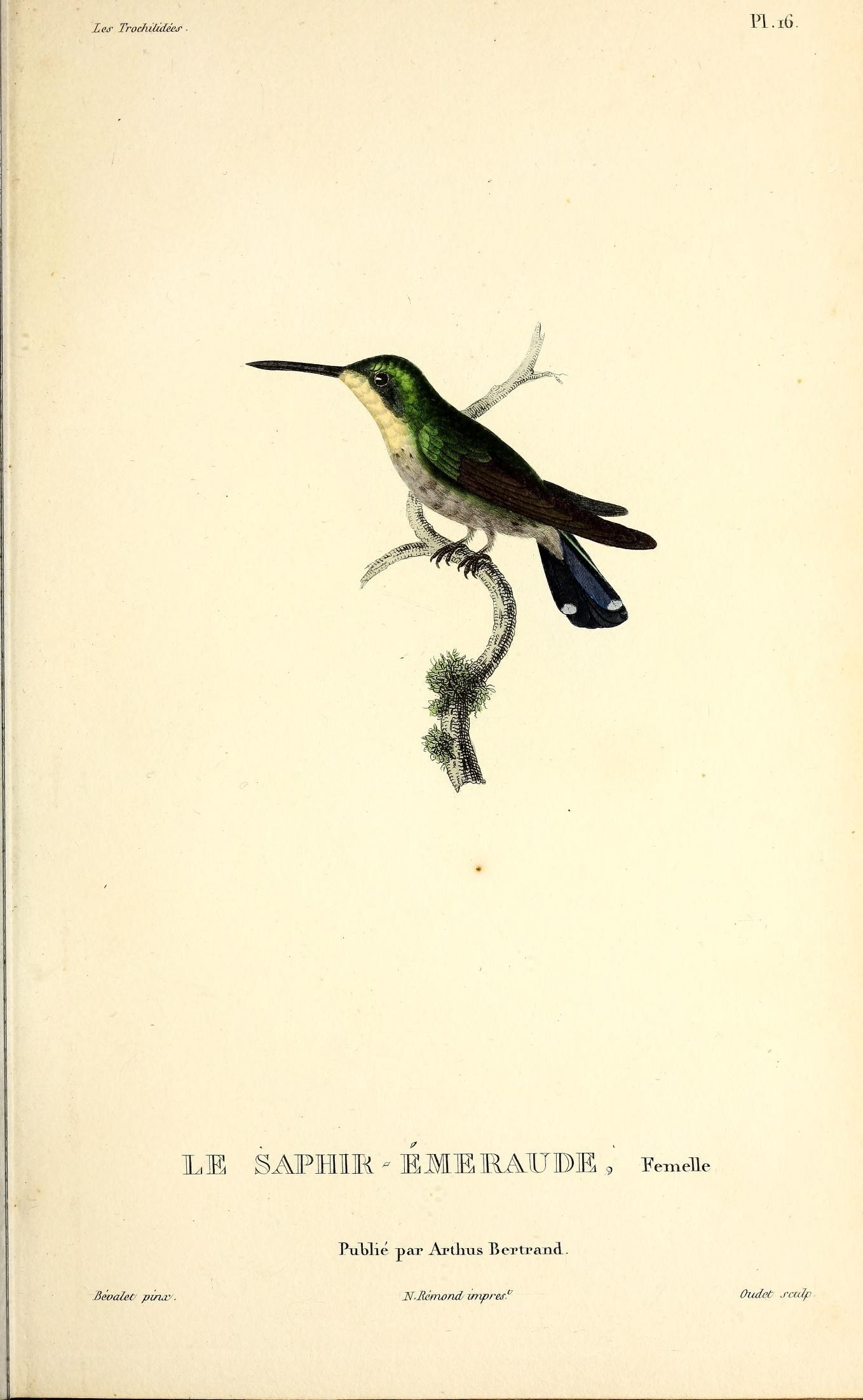
Blaukopfkolibri ♀

Der männliche Blaukopfkolibri erreicht bei einem Gewicht von 4,7 g eine Körperlänge von 9–10 cm, das Weibchen bei 4,5 g ebenfalls eine Körperlänge von 9–10 cm. Das Männchen hat einen geraden schwarzen Schnabel, der an der Basis des Unterschnabels teils pinkfarben ist. Der Kopf ist metallisch violettblau, der Rücken schimmert grün. Die Oberschwanzdecken sind tiefblau. Das Kinn und die Kehle sind violettblau, der Rest der Unterseite metallisch grün mit einer matten blauen Tönung. Der gegabelte Schwanz ist stahlblau. Das Weibchen hat einen ähnlichen Schnabel wie die Männchen. Dieser ist aber vollkommen schwarz. Der Kopf glänzt grün, wobei Wangen und Ohrenbereich dunkler wirken. Hinter dem Auge befindet sich ein grauer Fleck. Der Rücken ist bronzegrün. Die Unterseite ist blass bräunlichgrau gefärbt, die Seiten bronzegrün. Der Schwanz schimmert bronzefarben an der Basis. Die äußeren Steuerfedern ziert eine blaue subterminale Binde, die von großen grauen Flecken durchzogen ist. Immature Blaukopfkolibris ähneln ausgewachsenen Weibchen, doch sind die Kopffedern hellgrün mit braunen Säumen.

## Verhalten

Verbreitungsgebiet des Blaukopfkolibris

Der Blaukopfkolibri ist ein Standvogel. Seinen Nektar holt er sich von den unteren Straten bis zu den Baumkronen. Die Pflanzen, die er u. a. anfliegt, gehören zu den Gattungen  Pachystachys, Seidenpflanzen (Asclepias), Begonien (Begonia), Costus, Besleria, Duranta und Inga. Dazu jagt er in der Nähe von Bergflüssen Insekten und sammelt Gliederfüßer von den Blättern.

## Lautäußerungen
Der Ruf klingt wie ein schriller metallischer Laut, der schnell in der Tonhöhe abnimmt. Dazu kommt ein metallisches klick-klick-klick.

## Fortpflanzung
Sie brüten von März bis Mai. Ihr kelchförmiges Nest besteht aus Pflanzenfasern z. B. aus dem Flaum der Baumwollbäume oder weichen Teilen von Farnbäumen. Diese platzieren sie in ein bis vier Meter Höhe auf horizontalen Zweigen oder Farnspitzen. Meist verzieren sie diese mit Streifen von toten Helikonienblättern oder Farnen. Sie legen zwei Eier ins Nest, die 16 bis 18 Tage vom Weibchen ausgebrütet werden. Die Küken sind fleischfarben mit hellem Grau. Die Jungvögel sind 20 bis 23 Tage Nesthocker. Die Jungtiere bleiben dann noch drei bis vier Wochen bei der Mutter. Ihre erste Brut haben sie in ihrem zweiten Lebensjahr.

## Systematik
Laut neueren phylogenetischen Untersuchungen  gilt die Gattung Cyanophaia als paraphyletisch mit der Gattung Chlorostilbon.

## Etymologie und Forschungsgeschichte
Johann Friedrich Gmelin beschrieb den Blaukopfkolibri unter dem Namen Trochilus bicolor. Das Typusexemplar stammte angeblich aus Guadeloupe. lange wurde die Art der 1854 durch Heinrich Gottlieb Ludwig Reichenbach  eingeführten Gattung Cyanophaia zuordnete. »Cyanophaia« leitet sich vom griechischen »cyanos κυανος« für »dunkelblau« und »phaios φαιος« für »dunkel, düster« ab. Neuere Studien von Jimmy Adair McGuire, Christopher Cooper Witt, James Vanderbeek Remsen Jr, Ammon Corl,  Daniel Lee Rabosky, Douglas Leonard Altshuler, Robert Dudley aus dem Jahr 2014 oder von Blanca Estela Hernández Baños, Luz Estela Zamudio Beltrán und Borja Milá aus dem Jahr 2020 kommen zu dem Schluss, dass der Blaukopfkolibri der Gattung Riccordia Reichenbach, 1854 zugeschlagen werden muss. Es war Heinrich Gottlieb Ludwig Reichenbach, der 1854 die neue Gattung Riccordia einführte. Da Reichenbach die Gattung u. a. für Orn. Riccordii de la Sagra 1839 einführte, ist der Gattungsname ebenso dem Sammler Jean Baptiste Alexandre André Esprit Ricord (1792–1876) gewidmet. Der Artname setzt sich aus den lateinischen Worten »bi« für »zwei« und »color« für »Farbe« zusammen.